# Mariposas (canción de Belanova)
Mariposas es el primer sencillo de Sueño Electro II, el quinto álbum de estudio de la banda mexicana Belanova. La banda estrenó la canción en la estación de televisión mexicana Televisa el 10 de mayo de 2011, donde lo anunció como su nuevo sencillo. La canción fue lanzada para promocionar el álbum próximo a lanzarse, después de sólo dos sencillos del cuarto álbum, Sueño Electro I. Mariposas se lanzó a la venta en línea el 31 de mayo.

## Video musical
Daniel Robles dirigió el videoclip del sencillo, que fue filmado el 4 de junio en Guadalajara, Jalisco.
Temática :Al principio se muestra una mariposa azul en 3D volando sobre un dormitorio, después enfocando a la Vocalista dormida, la cual despierta un poco desconcertada al ver una mariposa y ver que todo su cuarto es de un solo color, su actitud se vuelve positiva y empieza a cantar la canción, después los otros dos integrantes del grupo aparecen detrás de ella, uno sentado y el otro parado observando sus lentes, mientras ella empieza a seguir el ritmo de la canción y a la mariposa, la cual sale de una chimenea para entonces seguir su vuelo al siguiente cuarto.
Ahora vemos a Belanova en una sala, en esta escena vemos ahora a Denisse bailando con más energía, e igualmente, está muy entusiasmada con la Mariposa, esta misma parece desaparecer.
Por último entran al último espacio, en el cual La vocalista está sentada sobre un columpio cantando y los chicos tocando, al final se vuelve una secuencia de todos los cuartos anteriores y se ve a la mariposa otra vez.Denisse al final, despierta y ve que todo es normal nuevamente, y después ve su celular con el logo de Movistar.
Su principal tema es una secuencia de sueño.
Algo que hace particular a este video es que hacen el uso de los colores primarios.
Los colores mostrados en el video son:
Amarillo
Rojo y azul
Y ciertos elementos en blanco y negro.
Originalmente iban a ser cuatro espacios, incluyendo uno verde, pero este no fue incluido en el video.
Además es el primer video musical de Belanova que es subido a su cuenta de YouTube "BelanovaVEVO" en resolución Full HD de 1080p. El video musical se estrenó el 18 de julio a las 12:00 P.M. hora de México por su sitio oficial.

## Posicionamiento en listas
| Chart (2011)  | Posición máxima |
| ------------- | --------------- |
| México Top 40 | 23              |